# Liste des compagnies aériennes au Népal
 (mai 2021).
La mise en forme du texte ne suit pas les recommandations de Wikipédia : il faut le « wikifier ».
Les points d'amélioration suivants sont les cas les plus fréquents :
- Les titres sont pré-formatés par le logiciel. Ils ne sont ni en capitales, ni en gras.
- Le texte ne doit pas être écrit en capitales (les noms de famille non plus), ni en gras, ni en italique, ni en « petit »…
- Le gras n'est utilisé que pour surligner le titre de l'article dans l'introduction, une seule fois.
- L'italique est rarement utilisé : mots en langue étrangère, titres d'œuvres, noms de bateaux, etc.
- Les citations ne sont pas en italique mais en corps de texte normal. Elles sont entourées par des guillemets français : « et ».
- Les listes à puces sont à éviter, des paragraphes rédigés étant largement préférés. Les tableaux sont à réserver à la présentation de données structurées (résultats, etc.).
- Les appels de note de bas de page (petits chiffres en exposant, introduits par l'outil «  Source ») sont à placer entre la fin de phrase et le point final[comme ça].
- Les liens internes (vers d'autres articles de Wikipédia) sont à choisir avec parcimonie. Créez des liens vers des articles approfondissant le sujet. Les termes génériques sans rapport avec le sujet sont à éviter, ainsi que les répétitions de liens vers un même terme.
- Les liens externes sont à placer uniquement dans une section « Liens externes », à la fin de l'article. Ces liens sont à choisir avec parcimonie suivant les règles définies. Si un lien sert de source à l'article, son insertion dans le texte est à faire par les notes de bas de page.
- La présentation des références doit suivre les conventions bibliographiques. Il est recommandé d'utiliser les modèles {{Ouvrage}}, {{Chapitre}}, {{Article}}, {{Lien web}} et/ou {{Bibliographie}}. Le mode d'édition visuel peut mettre en forme automatiquement les références.
- Insérer une infobox (cadre d'informations à droite) n'est pas obligatoire pour parachever la mise en page.

Pour une aide détaillée, merci de consulter Aide:Wikification.
Si vous pensez que ces points ont été résolus, vous pouvez retirer ce bandeau et améliorer la mise en forme d'un autre article.
Il s'agit d'une liste de compagnies aériennes , qui ont un certificat d'opérateur aérien actuel délivré par l' Autorité de l'aviation civile du Népal. 

## Compagnies aériennes régulières
| Compagnie aérienne | Secteur                    | Image | OACI | IATA                | Indicatif d'appel | AOC délivré | Type  |
| ------------------ | -------------------------- | ----- | ---- | ------------------- | ----------------- | ----------- | ----- |
| Buddha Air         | Domestique / International |       | BHA  | U4                  | BUDDHA AIR        | 1997        | Avion |
| Himalaya Airlines  | International              |       | HIM  | H9                  | HIMALAYA          | 2014        | Avion |
| Nepal Airlines     | Domestique / International |       | RNA  | RA                  | ROYAL NEPAL       | 1958        | Avion |
| Saurya Airlines    | National                   |       | -    | S1[réf. nécessaire] | -                 | 2014        | Avion |
| Shree Airlines     | National                   |       | SHA  | N9                  | SHREE AIR         | 1999        | Avion |
| Sita Air           | National                   |       | STA  | ST[réf. nécessaire] | -                 | 2003        | Avion |
| Simrik Airlines    | National                   |       | RMK  | -                   | -                 | 2009        | Avion |
| Summit Air         | National                   |       | SMA  | -                   | -                 | 2011        | Avion |
| Tara Air           | National                   |       | TRA  | TB                  | TARA AIR          | 2009        | Avion |
| Yeti Airlines      | National                   |       | NYT  | YT                  | YETI AIRLINES     | 1998        | Avion |

## Compagnies aériennes charter
| Compagnie aérienne          | Secteur  | Image | OACI | IATA | Indicatif d'appel | AOC  | Type        |
| --------------------------- | -------- | ----- | ---- | ---- | ----------------- | ---- | ----------- |
| Air Dynasty                 | National |       | -    | -    | -                 | 1993 | Hélicoptère |
| Altitude Air                | National |       | -    | -    | -                 | 2016 | Hélicoptère |
| Fishtail Air                | National |       | -    | -    | -                 | 1997 | Hélicoptère |
| Heli Everest                | National |       | -    | -    | -                 | 2016 | Hélicoptère |
| Kailash Helicopter Services | National |       | -    | -    | -                 | 2018 | Hélicoptère |
| Makalu Air                  | National |       | -    | -    | -                 | 2009 | Avion       |
| Manang Air                  | National |       | -    | -    | -                 | 1997 | Hélicoptère |
| Mountain Helicopters        | National |       | -    | -    | -                 | 2009 | Hélicoptère |
| Prabhu Helicopters          | National |       | -    | -    | -                 | 2013 | Hélicoptère |
| Simrik Air                  | National |       | -    | -    | -                 | 2001 | Hélicoptère |

## Voir également
- Liste des anciennes compagnies aériennes du Népal
- Liste des anciennes compagnies aériennes d'Asie
- Liste des aéroports du Népal
- Liste des transporteurs aériens interdits dans l'Union européenne
- Liste des compagnies aériennes en Asie
- Liste des compagnies aériennes en Europe